# Núm vú
Núm vú hay nhũ hoa là phần nhô ra của vú hoặc bầu vú của động vật có vú mà ở phụ nữ, tiết ra sữa mẹ nuôi con. Trong ý nghĩa này, tiếng Anh có từ teat, đặc biệt là khi đề cập đến động vật khác không phải người, và các thuật ngữ y học dùng để chỉ nó là papilla, hoặc "pap". Đầu mút cao su của một bình sữa hoặc ti giả cũng có thể được gọi là một "núm vú". Ở người, núm vú của cả nam và nữ là một trong những vùng kích thích tình dục. Trong nhiều nền văn hóa, núm vú của phụ nữ được tính dục hóa và việc để lộ núm vú ở nơi công cộng bị coi là hành vi không đẹp và bị cấm.

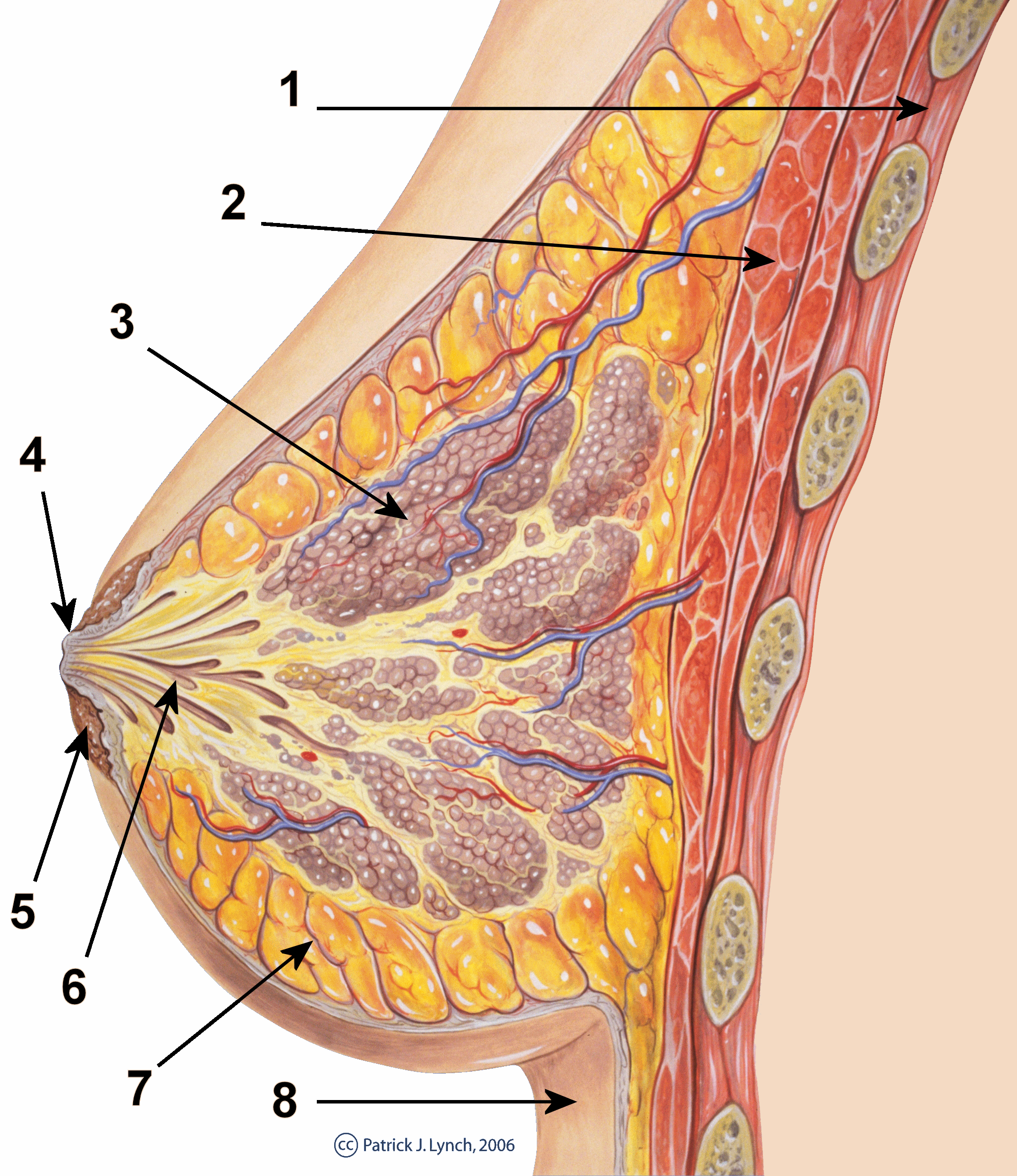
Mặt cắt vú ở phụ nữ trưởng thành.1. Thành ngực 2. Cơ ngực lớn 3. Thùy 4. Núm vú 5. Quầng vú 6. Ống dẫn sữa (tuyến vú) 7. Mô mỡ 8. Da

## Giải phẫu
Trong giải phẫu học của lớp thú, núm vú là phần nhô lên nhỏ của lớp da có chứa đầu ra cho 15-20 ống dẫn sữa sắp xếp vòng xung quanh đầu vú. Da của núm vú chứa nhiều dây thần kinh đặc biệt nhạy cảm với một số kích thích nhất định. Các dây thần kinh này là những dây thần kinh phản ứng da thích nghi chậm và nhanh. Dây thần kinh thích ứng được xác định tương ứng theo type I từ từ thích ứng với nhiều cơ quan cuối cùng Merkel tiểu thể và type II chậm thích ứng với cơ quan cuối cùng Ruffini tiểu thể đơn, cũng như loại I nhanh chóng thích ứng với nhiều cơ quan cuối cùng Meissner tiểu thể và Type II nhanh chóng thích ứng với cơ quan cuối cùng tiểu thể Pacinian đơn.
Các luồng thần kinh chi phối đến núm vú bắt nguồn từ các ngành da bên của dây thần kinh liên sườn thứ tư. Mục đích sinh lý của núm vú là để cung cấp sữa sản xuất ở các tuyến vú nữ trong thời gian cho con bú cho đứa con. Thú có túi và eutheria thường có một số chẵn núm vú sắp xếp theo hai bên, từ 2 đến nhiều nhất là 19 núm vú.